# Regina Hernández Gama
Regina Hernández Gama es una química mexicana. Actualmente trabaja como profesora investigadora asociada de tiempo completo en el CICATA unidad Querétaro del IPN desde el 2008.

## Estudios
Estudió la carrera de Química Bacterióloga Parasitóloga (2000-2005) en la Escuela Nacional de Ciencias Biológicas del IPN. Continuando con su preparación obtuvo el grado de Maestría en Ciencias Químico Biológicas en la misma institución (2005-2008). Posteriormente ingresó a la Unidad Politécnica Interdisciplinaria de Biotecnología para realizar el doctorado en Bioprocesos (2010- 2014).

## Grupos académicos
Forma parte del núcleo académico del Posgrado en Tecnología Avanzada. Es candidata al S.N.I. enero de 2016 diciembre de 2018.

## Docencia
Es Profesora Colegiada de tiempo completo del área de Biotecnología en el Centro de Investigación en Ciencia Aplicada y Tecnología Avanzada (CICATA) unidad Querétaro del IPN a partir del 2008.

## Investigaciones
Realiza investigación principalmente en el área de extracción mejorada de petróleo empleando microorganismos (MEOR por sus siglas en inglés). También realiza investigación en temas como biolixiviación de metales pasados a partir de residuos peligrosos de la industria petrolera, remoción de azufre a partir de residuos sólidos empleando microorganismos. Adicionalmente colabora en proyectos de fermentación alcohólica para la generación de bebidas, tales como el whisky artesanal, optimizando el proceso de malteado y fermentación con la introducción de ingredientes nacionales como el maíz nativo, como materia prima.